# Montbavin
Montbavin település Franciaországban, Aisne megyében. Lakosainak száma 40 fő (2022. január 1.). Montbavin Bourguignon-sous-Montbavin, Chaillevois, Laniscourt, Merlieux-et-Fouquerolles, Mons-en-Laonnois, Royaucourt-et-Chailvet, Anizy-le-Grand és Cessières-Suzy községekkel határos.

## Népesség
A település népességének változása:
| Lakosok száma | 41   | 50   | 42   | 36   | 48   | 47   | 44   | 43   | 42   | 40   |
|               | 1968 | 1982 | 1990 | 2006 | 2013 | 2015 | 2017 | 2019 | 2020 | 2022 |